# Je veux savoir
Je veux savoir (Vreau să știu) est une série télévisée d'animation roumaine en 36 épisodes de 6 minutes.
En France, la série a été diffusée à partir du 4 juillet 1996 sur La Cinquième dans l'émission Elastok. Elle reste inédite dans les autres pays francophones.

## Synopsis
Cette série raconte l'histoire d'un enfant de dix ans qui souhaite connaître l'utilité des objets qui l'entourent. C'est alors qu'intervient Saitout, un petit être blanc et très intelligent, qui va le faire voyager pour lui expliquer la signification des dits objets.

## Voix française
- Pierre Hatet : Saitout

## Épisodes
1. La force invisible
2. Trésors inconnus
3. La ville
4. Fusée comique
5. La caméra
6. La moissonneuse batteuse
7. Fleurs de profondeurs
8. Le charbon
9. Le verre
10. Le téléviseur
11. Le caoutchouc
12. Le sel
13. Le coton
14. Le son
15. Construisons
16. Dur comme fer
17. Le dieu de la lux
18. L'électricité
19. Trésors sous marins
20. L'hérédité
21. Microorganisme
22. L'arc en ciel
23. Feuille ou papillon
24. Les autres continents
25. Soleil
26. Les grottes
27. L'homme et le vent
28. Les montagnes
29. L'hibernation
30. Le train
31. La mesure du temps
32. L'imprimerie
33. Le soleil dans la maison
34. Sur la Lune
35. Les volcans
36. L'écriture

## Commentaires
Cette série d’animation est sortie des studios d’Animafilm. La société roumaine a été à l’origine de nombreuses productions qui ont fleuri sur les antennes françaises à partir du début des années 1980. Parmi elles : Tom et le vilain chat, Aventures sous-marines ou Le Petit Chien.